# Анархизм и образование
Анархическая идеология проявляла интерес к проблемам образования. Рассуждения об образовании прослеживаются ещё в работах Уильяма Годвина и Макса Штирнера.
Широкий спектр вопросов, связанных с образованием, привлёк внимание анархистских теоретиков и активистов. Они включали роль образования в социальном контроле и социализации, права и свободы молодёжи и детей в образовательном контексте, неравенство, поощряемое современными системами образования, влияние государственных и религиозных идеологий на образование людей, разделение между социальным и физическим трудом и его связь с образованием, половым воспитанием и художественным образованием.
Различные альтернативы современным господствующим образовательным системам и их проблемам были предложены анархистами, которые пошли от альтернативных систем образования и окружающей среды, самообразования, защиты прав молодёжи и детей и активизма.

## Ранние взгляды

### Уильям Годвин

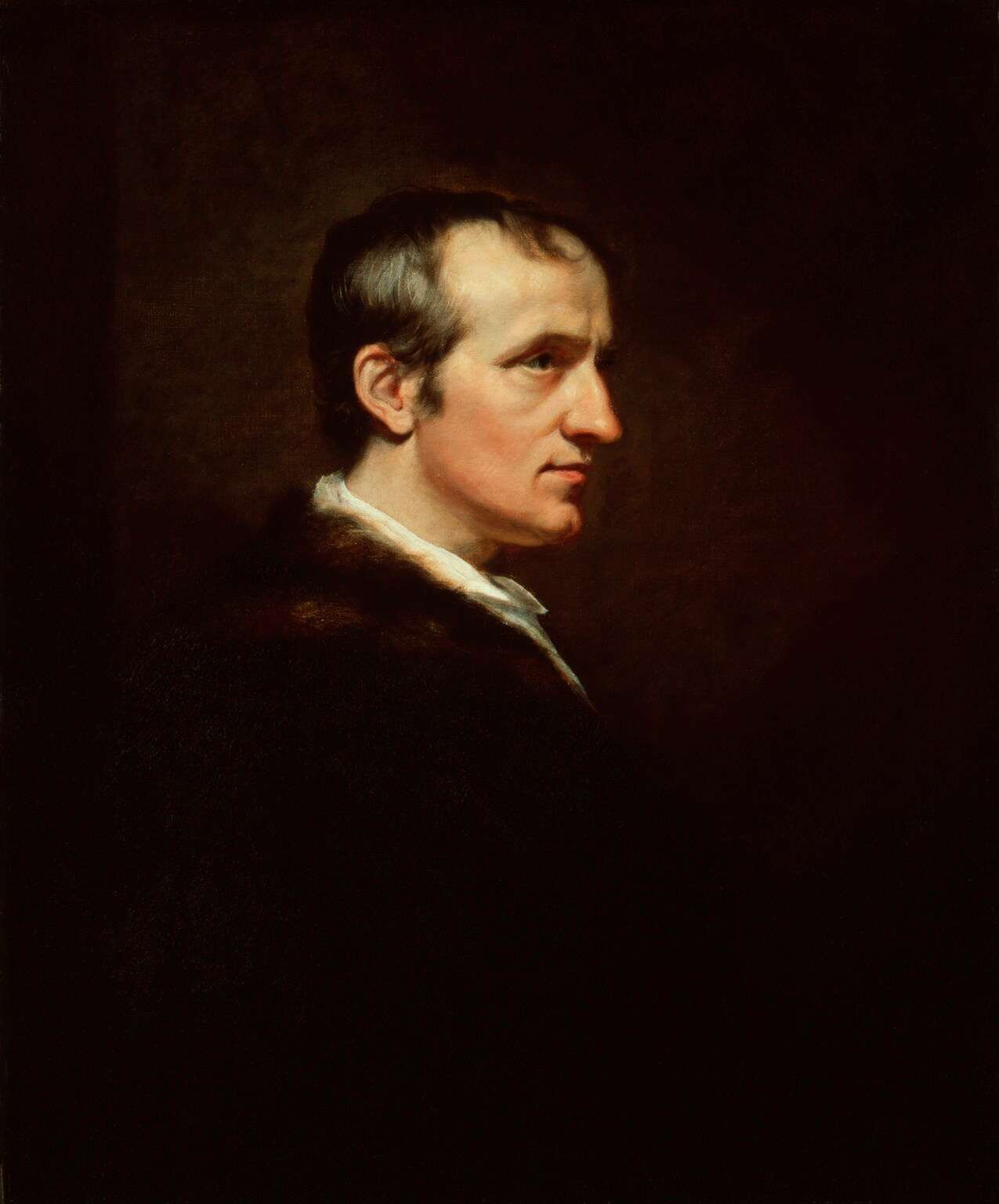
Уильям Годвин

Для английского анархиста эпохи Просвещения Уильяма Годвина образование было «главным средством достижения перемен». Годвин видел, что главной целью образования должно быть содействие счастью. По мнению Годвина, образование должно было иметь «уважение к автономии ребёнка, исключающее любую форму принуждения», «педагогику, которая уважала бы это и стремилась опираться на собственную мотивацию и инициативу ребёнка» и «заботу о способности ребёнка сопротивляться идеологии, передаваемой через школу».
В своей политической справедливости он критикует спонсируемое государством школьное образование «из-за его очевидного союза с национальным правительством». По его мнению, государство «не преминет использовать его для укрепления своих рук и увековечения своих институтов». Он считал, что «неверно, что нашу молодёжь следует учить почитать Конституцию, какой бы превосходной она ни была; их следует учить почитать истину; а Конституция лишь постольку, поскольку она соответствует их независимым выводам истины».

### Макс Штирнер

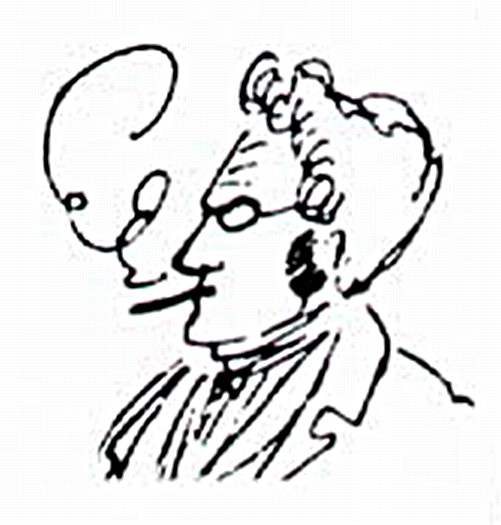
Макс Штирнер

Макс Штирнер был немецким философом, связанным главным образом с анархистской школой мысли, известной как индивидуалистический анархизм, который также работал школьным учителем в гимназии для девочек. Он непосредственно рассматривает предмет образования в своём длинном эссе «ложный принцип нашего образования». В нём «мы различаем его настойчивое стремление к цели индивидуального самосознания и настойчивое стремление сосредоточить всё вокруг индивидуальной личности». Как таковой Штирнер «в воспитании весь данный материал имеет ценность лишь постольку, поскольку дети учатся что-то с ним делать, пользоваться им». В этом эссе он рассматривает дебаты между реалистическими и гуманистическими комментаторами образования и видит, что оба они «озабочены учеником как объектом, на кого-то нужно воздействовать, а не поощрять двигаться к субъективной самореализации и освобождению» и видит, что «знание, которое только обременяет меня как принадлежность и собственность, вместо того чтобы полностью сопровождать меня, так что свободно движущееся эго, не обременённое никакими волочащимися вещами, проходит через мир со свежим духом, такое знание, которое не стало личным, даёт плохую подготовку к жизни».
Он завершает этот очерк словами, что «необходимый упадок недобровольного обучения и подъём уверенной в себе воли, совершенствующейся в сияющем солнечном свете свободной личности, может быть выражен следующим образом: знание должно умереть и воскреснуть как воля и каждый день создавать себя заново как свободная личность». Таким образом, Штирнер видел образование «жизнью, и там, как и вне её, задачей должно быть самораскрытие личности». Для него «педагогика должна идти дальше не к цивилизации, а к развитию свободных людей, суверенных характеров».

## XIX век

### Михаил Бакунин

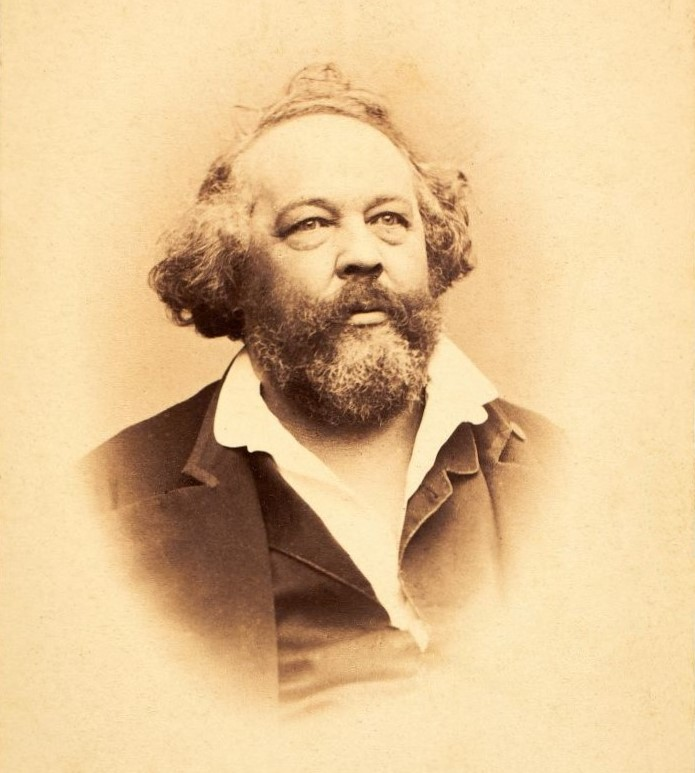
Михаил Бакунин

В статье «О равных возможностях в образовании» русский анархист Михаил Бакунин осудил то, что он считал социальным неравенством, вызванным существующими образовательными системами. Он ставил этот вопрос так: «возможно ли для трудящихся масс познать полную эмансипацию до тех пор, пока образование, доступное этим массам, будет продолжать уступать образованию, дарованному буржуазии, или, говоря более общим языком, пока существует какой-либо класс, будь он многочисленным или иным, который в силу рождения имеет право на более высокое образование и более полное обучение? Разве вопрос не отвечает сам на себя?…».
Он также осуждал, что "следовательно, в то время как одни учатся, другие должны работать, чтобы производить то, что нам нужно для жизни, — не только для своих собственных нужд, но и для тех людей, которые посвящают себя исключительно интеллектуальным занятиям. В качестве решения этой проблемы Бакунин предложил, что «наш ответ на это прост: каждый должен работать и каждый должен получать образование…ради работы, как и ради науки, не должно быть больше этого разделения на рабочих и учёных, и отныне должны быть только люди».

### Пётр Кропоткин

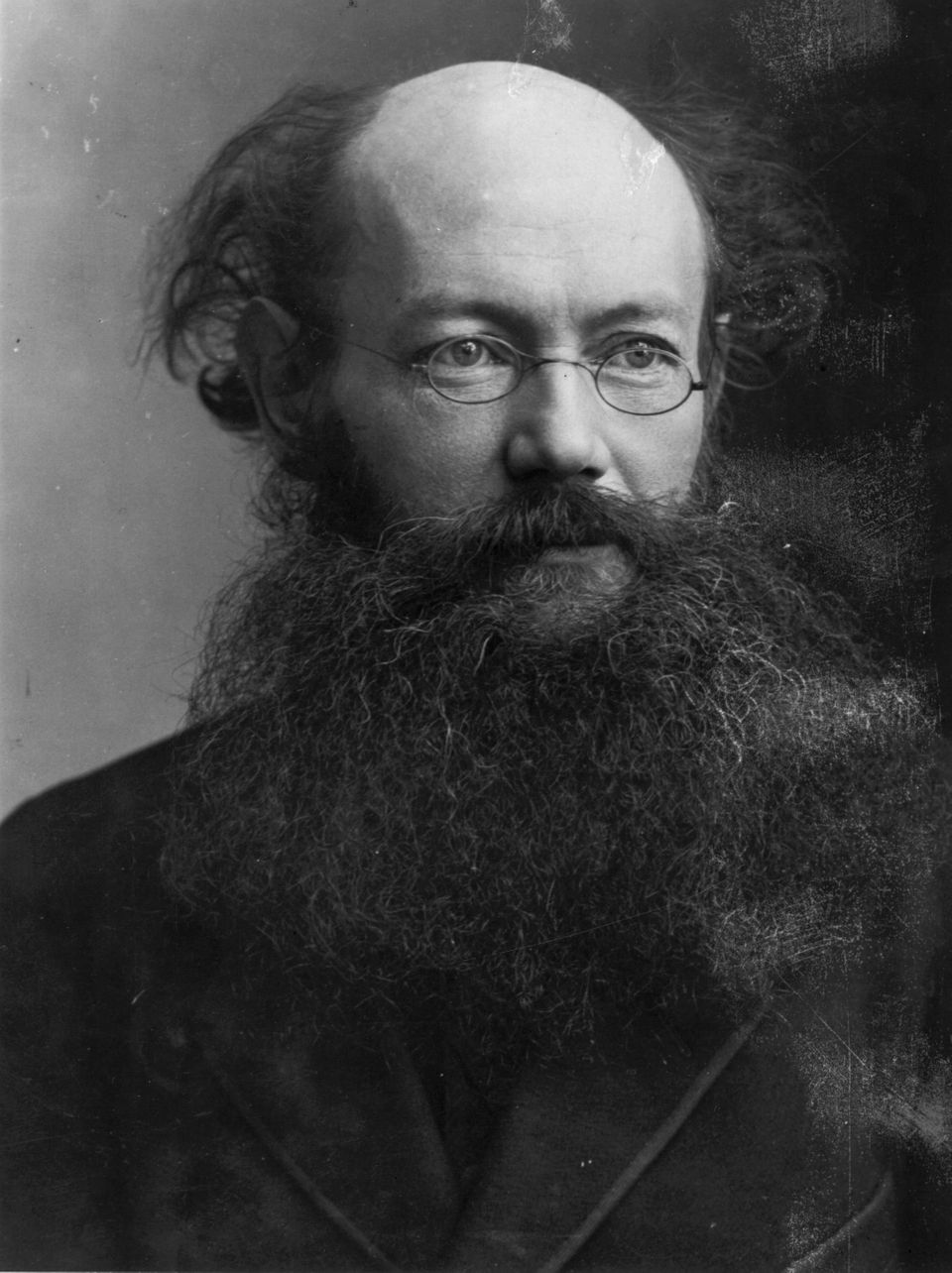
Пётр Кропоткин

Русский анархо-коммунистический теоретик Пётр Кропоткин в своей книге «Умственная работа и ручной труд» утверждал, что «массы рабочих получают не больше научного образования, чем их деды; но они лишены образования даже в маленькой мастерской, в то время как их мальчиков и девочек с тринадцати лет загоняют в шахту или на фабрику, и там они скоро забывают то немногое, чему могли научиться в школе. Что же касается учёных, то они презирают ручной труд», для Кропоткина «мы вполне признаём необходимость специализации знаний, но мы утверждаем, что специализация должна следовать за общим образованием и что общее образование должно даваться как в науке, так и в ремесле. Разделению общества на работников умственного труда и работников физического труда мы противопоставляем сочетание обоих видов деятельности; и вместо „технического образования“, которое означает сохранение нынешнего разделения между умственным трудом и физическим трудом, мы выступаем за Education intégrale, или полное образование, которое означает исчезновение этого пагубного различия».

## XX век

### Лев Толстой

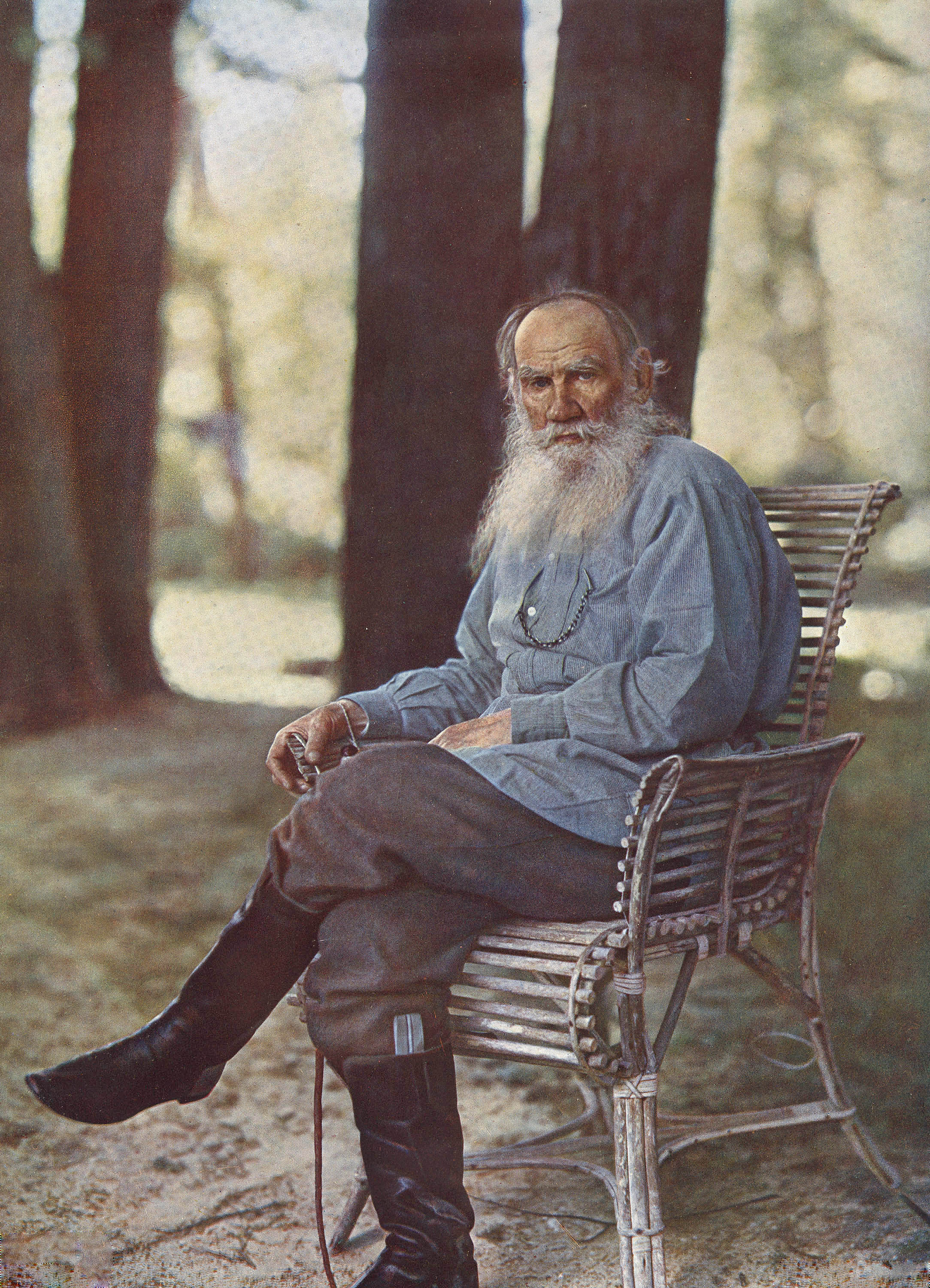
Лев Толстой

Русский христианский анархист и знаменитый писатель Лев Толстой известен тем, что основал в своем имении школу для крестьянских детей. Толстой вернулся в Ясную Поляну и основал тринадцать школ для детей своих крепостных, основанных на принципах, описанных Толстым в его очерке 1862 года «Яснополянская школа». Воспитательные эксперименты Толстого были недолговечны из-за преследований со стороны царской тайной полиции, но как прямой предшественник А. С. Саммерхиллская школа Нила, школа в Ясной Поляне, с полным основанием может считаться первым примером последовательной теории демократического образования.
Толстой проводил различие между образованием и культурой. Он писал, что « образование — это стремление одного человека сделать другого таким же, как он сам… Образование — это культура под ограничением, культура свободная. [Воспитание-это] когда учение навязывается ученику, и когда тогда обучение является исключительным, то есть когда преподаются только те предметы, которые воспитатель считает необходимыми». Для него «образование без принуждения превращалось в культуру».

### Франсиско Феррер

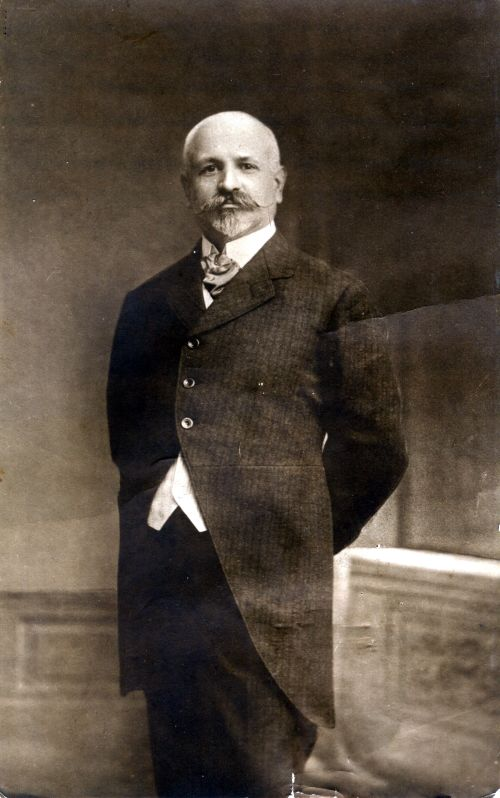
Франсиско Феррер

В 1901 году каталонский анархист и вольнодумец Франсиско Феррер основал в Барселоне «современные» или прогрессивные школы вопреки системе образования, контролируемой Католической Церковью. Заявленная цель школ состояла в том, чтобы" воспитывать рабочий класс в рациональной, светской и ненасильственной обстановке". Ярый антиклерикал, Феррер верил в «свободу образования», образование, свободное от власти церкви и государства. Мюррей Букчин писал: «этот период [1890-е годы] был расцветом либертарных школ и педагогических проектов во всех районах страны, где анархисты пользовались некоторой степенью влияния. Moderna), оказавшего значительное влияние на каталонское образование и на экспериментальные методы преподавания в целом». La Escuela Moderna и идеи Феррера в целом послужили источником вдохновения для ряда современных школ в Соединённых Штатах, на Кубе, в Южной Америке и в Лондоне. Первый из них был начат в Нью-Йорке в 1911 году. Она также вдохновила итальянскую газету Università popolare, основанную в 1901 году.